# Aeroportul Coventry
Aeroportul Coventry (IATA: CVT, ICAO: EGBE) este un aeroport din Warwickshire, West Midlands, Anglia, Regatul Unit ce deservește zona Coventry. Aeroportul a fost tranzitat în 2009 de 167 de pasageri. A fost deschis în 1936 și numit după zona deservită.
Situat la o altitudine de 81 m, aeroportul dispune de 1 pistă.

## Infrastructură

### Piste
Aeroportul dispune de o singură pistă. Pista 05/23 are suprafața de asfalt și dimensiunile 2.008 m × 46 m. 